# Antonio Madiona
Antonio Madiona (Siracusa, 1640 – Siracusa, 1719) è stato un pittore italiano del periodo barocco.

## Biografia
Fece pratica sotto Agostino Scilla a Messina, divenendo anche protagonista della rivolta del 1674 che rovesciò le imposizioni dell'aristocrazia. Con la cattura della città di Messina da parte degli Asburgo, fuggì o fu esiliato a Roma, dove era già stato a lavorare precedentemente presso la bottega di Carlo Maratta, e dove ebbe modo di eseguire dei lavori con Mattia Preti.
Inizialmente viaggiò a Malta, per poi tornare in Sicilia dipingendo a Palermo e Messina. A Catania, insieme a Paolo Albertoni Romano, dipinse gli affreschi per la chiesa di Santa Caterina da Siena dell'Ordine dei frati predicatori di San Domenico di Guzmán.
Dipinse anche dei ritratti.

## Opere
- 1701, Madonna del Rosario raffigurata con San Sebastiano e Santi dell'Ordine dei frati predicatori di San Domenico di Guzmán, opera custodita nell'absidiola sinistra della basilica di San Sebastiano di Melilli.[3]
- 1712, Madonna del Rosario e Sante domenicane, dipinto, opera custodita nella chiesa di San Domenico di Noto.[4]
- XVII secolo, San Eustachio, dipinto documentato per la chiesa del monastero di Monte Vergini di Siracusa.[5]
- XVII secolo, San Michele Arcangelo, olio su tela, opera documentata nella chiesa di San Michele Arcangelo di Siracusa.[5]
- XVII secolo, San Domenico, dipinto documentato per la chiesa di San Domenico di Siracusa.[2][6]
- XVII secolo, San Francesco Saverio e San Giuseppe, dipinti documentati per la chiesa di San Giuseppe e Sant'Ignazio di Loyola del Collegio dei Gesuiti di Siracusa.[2][6]